# 米德韋 (阿肯色州克拉克縣)
米德韋（英語：Midway）是位於美國阿肯色州克拉克縣的一個非建制地區。該地的面積和人口皆未知。

## 地理
米德韋的座標為34°00′48″N 93°06′39″W / 34.01333°N 93.11083°W，而該地的平均海拔高度為87米（即285英尺）。